# Лог-при-Жужемберку
Лог-при-Жужемберку (словен. Log pri Žužemberku) — поселення в общині Требнє, регіон Південно-Східна Словенія, Словенія.